# Bedminster (Bristol)

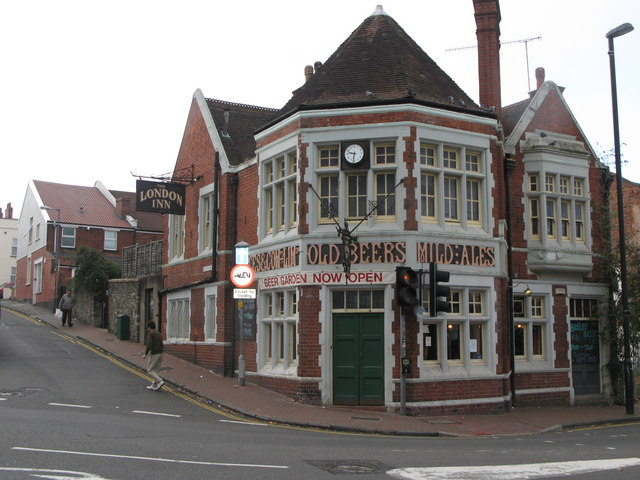
The London Inn

Bedminster is een buitenwijk in het bestuurlijke gebied Bristol, in het Engelse graafschap Bristol. De plaats telt 10.758 inwoners.